# Kris Poelaert
Kris Poelaert (Edingen, 27 maart 1972) is een Belgische politicus voor CD&V. Hij was burgemeester van Herne tot en met 2024 en is sinds 2025 burgemeester van Pajottegem.

## Biografie
Poelaert is de zoon van Pierre Poelaert, die burgemeester was van de gemeente Sint-Pieters-Kapelle en later Herne. 
Hij ging naar de lagere school in de vrije basisschool van Sint-Pieters-Kapelle en Herne en naar de middelbare school op het Onze-Lieve-Vrouwcollege in Halle. Daarna studeerde hij van 1991 tot 1995 bedrijfsmanagement, optie financiën en verzekeringen aan de Karel de Grote-Hogeschool in Antwerpen. Poelaert ging werken als bediende bij ABB Verzekeringen (1995-1998) en op de dienst industriële risico's van Delhaize (1998-2001) en werd nadien van 2001 tot 2024 zelfstandig verzekeringsmakelaar.
Hij ging in de gemeentepolitiek in Herne en nam in 2000 voor het eerst deel aan de gemeenteraadsverkiezingen, waar hij 810 voorkeurstemmen haalde. Lijsttrekker was uittredend eerste schepen Marc Bombaert, die hem verzocht burgemeester te worden. Kris Poelaert aanvaardde en volgde zo in 2001 zijn vader op als burgemeester van Herne. In 2006, 2012 en 2018 werd hij telkens herkozen. Poelaert was de laatste burgemeester van Herne, dat eind 2024 ophield te bestaan als zelfstandige gemeente en vervolgens met Galmaarden en Gooik opging in de fusiegemeente Pajottegem. Van 2006 tot 2023 was hij eveneens provincieraadslid van Vlaams-Brabant.
In juni 2023 werd hij aangesteld tot gecoöpteerd senator, in opvolging van Maud Vanwalleghem, die de politiek verliet. Poelaert zetelde tot aan de verkiezingen van juni 2024. Hierbij werd hij verkozen tot Vlaams Parlementslid in de kieskring Vlaams-Brabant. In het Vlaams Parlement ging hij zetelen in de commissies Mobiliteit en Openbare Werken en Brussel, Vlaamse Rand en Dierenwelzijn.
Op 13 oktober 2024 voerde Kris Poelaert de CD&V-lijst in de fusiegemeente Pajottegem aan. De lijst behaalde met 65 procent van de stemmen een absolute meerderheid van 22 van de 29 zetels. In januari 2025 werd hij de eerste burgemeester van deze gemeente.